# Hubschrauberausbildungsgeschwader 35
Das Hubschrauberausbildungsgeschwader 35 (HAG-35) war ein Verband der Luftstreitkräfte der NVA der DDR. Es trug den Ehrennamen Lambert Horn und war auf dem Flugplatz Brandenburg-Briest stationiert.

## Geschichte
Mit der Indienststellung des ersten Kampfhubschrauberverbands der NVA, des Kampfhubschraubergeschwaders 5, im Jahr 1975 erweiterte sich daraus resultierend auch das Arbeitsspektrum des für die Ausbildung von Personal zuständigen Hubschraubergeschwaders 34, da einerseits der Bedarf an Piloten stieg und andererseits für jede Kampfhubschrauberbesatzung auch zusätzlich ein Waffenoperateur, der gleichzeitig als 2. Pilot fungierte, ausgebildet werden musste. Ende der 1970er Jahre wurde immer deutlicher, dass zur Entlastung des HG-34, das neben Ausbildungs- auch Transportaufgaben zu erfüllen hatte, die Aufstellung eines speziellen Truppenteils vonnöten war. Vom 5. bis zum 16. November 1981 wurde deshalb in Brandenburg-Briest die Hubschrauberausbildungsstaffel 35 gebildet und der Offiziershochschule der LSK/LV in Kamenz unterstellt. Das Personal wurde am 1. Dezember aus der 3. Staffel und aus Teilen der 2. Staffel des HG-34 übernommen. Auch der Hubschrauberbestand, der anfangs vier Ketten mit insgesamt 16 Mi-2 und vier Ketten mit sechs Mi-8T und sieben Mi-8PS umfasste, wurde zu Beginn des Ausbildungsjahres 1981 aus dem HG-34 ausgegliedert, das damit gleichzeitig von den Schulungsaufgaben entbunden wurde. Anfangs erfolgte die theoretische Schulung noch an der Sektion 7 „Fliegerische Ausbildung/Flugzeugführer“ der Hochschule in Bautzen und die praktische in Briest. Diese Aufteilung auf zwei Standorte erwies sich aber als nicht sehr effizient, so dass der Chef der LSK/LV 1982 entschied, beide Teile zusammenzuführen. Das wurde zu Beginn des Ausbildungsjahres 1983 durch die Gründung der eigenständigen Sektion 8 „Fliegerische Ausbildung/Hubschrauberführer“ in Briest umgesetzt. Speziell für die Mi-8-Schulung verfügte die HAS-35 auch über zwei Flugsimulatoren KTW Mi-8.
1984 wurde die Staffel auf Geschwaderstärke erweitert und in Hubschrauberausbildungsgeschwader 35 umbenannt. Der Gründungsappell wurde auf den 1. September gelegt. Zwei Tage vor dem Termin kollidierten jedoch zwei Mi-2 mit den taktischen Nummern 351 und 384 am 30. August in der Luft und stürzten ab; beide Piloten kamen ums Leben. Daraufhin wurde die Aufstellung auf den 1. Oktober gelegt.
Die Ausbildung zum Hubschrauberpiloten dauerte im HAG-35 etwa 180 Flugstunden, wobei die Grundausbildung auf dem Mi-2 durchgeführt wurde und zwei Jahre mit etwa 70 Stunden umfasste. Ab dem 3. Studienjahr absolvierten die Schüler den größten Teil der Stunden auf dem Mi-8. Während anfangs nur Offiziersschüler für die Ausbildung zugelassen waren, wurden ab 1987 auch Fähnrichschüler als Waffenoperateure für die Mi-24 geschult.
1986 wurde in Bautzen am 24. November als zweite Offiziershochschule der Luftstreitkräfte/Luftverteidigung die OHS „Otto Lilienthal“ gegründet, der neben den Jagd- und Transportfliegereinheiten der NVA auch das HAG-35 unterstellt wurde. Nach den politischen Ereignissen von 1989 wurde das Hubschrauberausbildungsgeschwader 35 am 2. Oktober 1990 aufgelöst; der letzte Flugdienst hatte am 25. September stattgefunden.

## Struktur

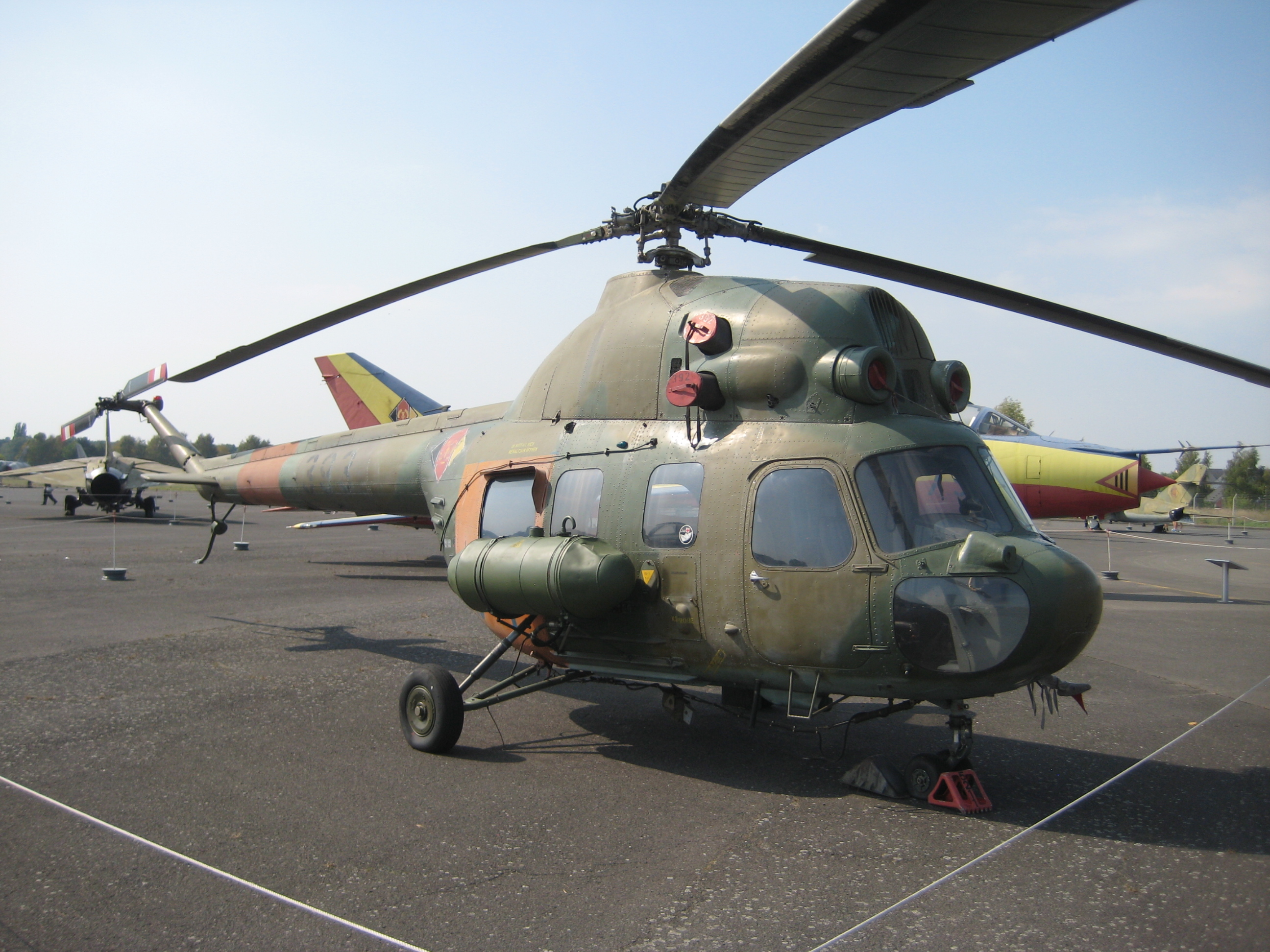
Mi-2 des HAG-35

- Stab
- I. Hubschrauberausbildungsstaffel mit Mi-2
- I. Technische Staffel mit Mi-2
- II. Hubschrauberausbildungsstaffel mit Mi-8
- II. Technische Staffel mit Mi-8
- Kontroll- und Reparaturstaffel
- Fliegertechnisches Bataillon 35

## Kommandeure
| Dienstgrad     | Name         | Dienstzeit                         |
| -------------- | ------------ | ---------------------------------- |
| Oberstleutnant | Helmut Laske | 5. November 1981 – 13. Januar 1984 |
| Oberst         | Peter Zahl   | 14. Januar 1984 – 2. Oktober 1990  |

## Hubschrauberbestand am 2. Oktober 1990
| Anzahl | Typ        |
| ------ | ---------- |
| 17     | Mil Mi-2   |
| 6      | Mil Mi-8T  |
| 11     | Mil Mi-8PS |